# Ultima Navă
Ultima Navă este un serial de televiziune american dramatic postapocaliptic bazat pe un roman omonim de William Brinkley. În mai 2013, rețeaua de cablu TNT a comandat 10 episoade pentru acest serial. Serialul a avut premiera la 22 iunie 2014 la ora 9:00 pm EST.
La 18 iulie 2014, The Last Ship a fost reînnoit cu un al doilea sezon format din 13 episoade.

## Rezumat
După o pandemie globală care a ucis mai mult de jumătate din populația planetei, echipajul (format din 217 bărbați și femei) al unei nave de război americane  (fictivul USS Nathan James (DDG-151)⁠(en)[traduceți]), trebuie neapărat să găsească un leac pentru a stopa virusul, totul pentru a salva omenirea.

## Distribuție

### Roluri principale
- Eric Dane este Comandor Tom Chandler, ofițerul cu cel mai mare grad de pe USS Nathan James (DDG-151)[6][7]
- Rhona Mitra este Dr. Rachel Scott, un paleo-microbiolog[1]
- Adam Baldwin este Capitan-comandor Mike Slattery, ofițer executiv al USS Nathan James (DDG-151)[1]
- Charles Parnell este Plutonier adjutant Hugh Jeter, subofițer șef-maestru[8]
- Sam Spruell este Quincy Tophet, un pale-omicrobiolog, care este și o „cârtiță” pentru ruși[8]
- Travis Van Winkle este Capitan Danny Green, conducător al echipei SEAL de la bordul USS Nathan James[8]
- Marissa Neitling este Capitan Kara Foster, un membru al echipajului care lucrează în Centrul de informații și de luptă[9]
- Christina Elmore este Locotenent Alisha Granderson, co-cârmaci al navei[8]

### Roluri secundare
- Jocko Sims este Locotenent Carlton Burk, șef echipe navale tactice[10]
- Andy T. Tran este Locotenent  Andy Chung, inginer naval
- John Pyper-Ferguson este Tex, un contractor privat de securitate cu care echipajul se întâlnește la Guantanamo Bay
- Fay Masterson este Inginer-șef Andrea Garnett
- Chris Sheffield este Aspirant Will Mason
- Kevin Michael Martin este Caporal clasa III Eric Miller
- Jamison Haase este Locotenent-comandor Barker
- Amen Igbinosun este Sergent Bernie "Bacon" Cowley
- Michaela McManus este Locotenent Jackie Makena
- Bren Foster este Maistru militar clase 4 Wolf Taylor
- LaMonica Garrett este Locotenent Cameron Burk

## Dezvoltare și producție
În iulie 2012, TNT a comandat un episod pilot pentru un posibil bazat pe romanul The Last Ship de William Brinkley. Hank Steinberg și Steve Kane au scris scenariul episodului pilot, iar Jonathan Mostow l-a regizat.  Filmările au avut în diverse locuri din zona San Diego inclusiv la bordul lui USS Halsey (DDG-97)⁠(en)[traduceți] și USS Dewey (DDG-105)⁠(en)[traduceți] (pentru scenele de pe fictivul USS Nathan James (DDG-151)⁠(en)[traduceți])  și pe nava-muzeu USS Iowa⁠(en)[traduceți].
Serialul este produs de Platinum Dunes, cu Michael Bay, Brad Fuller, Andrew Form, Steinberg, și Kane serving ca producători executivi. Steinberg este angajat și ca showrunner zi-de-zi.

## Primire
The Last Ship a beneficiat de recenzii majoritar favorabile din partea criticilor de televiziune, având un scor pe  Metacritic de 60 din 100 bazat pe 21 de recenzii "pozitive sau medii".  Pe site-ul Rotten Tomatoes serialul are un scor de 63% "fresh" pe baza evaluărilor criticilor cu un rating mediu de 6/10 bazat pe 27 de recenzii. Consensul general al site-ului este că  "Secvențele de acțiune ale filmului  și distributia destul de bună asigură „navigația”  Ultimului vapor, deși nu e nimic care nu a fost văzut înainte."

## Prezentare generală
| Sezon | Sezon | Episoade | Premiera TV        | Premiera TV         | Lansare DVD și Blu-ray | Lansare DVD și Blu-ray | Lansare DVD și Blu-ray |
| Sezon | Sezon | Episoade | Premiera sezonului | Sfârșitul sezonului | Regiunea 1             | Regiunea 2             | Regiunea 4             |
| ----- | ----- | -------- | ------------------ | ------------------- | ---------------------- | ---------------------- | ---------------------- |
|       | 1     | 10       | 22 iunie 2014      | 24 august 2014      | TBA                    | TBA                    | TBA                    |
|       | 2     | 13       | 2015               | 2015                | TBA                    | TBA                    | TBA                    |

### Sezonul 1 (2014)
| Nr. | Titlu                            | Regia           | Scenariu                                                             | Premiera       | Audiență SUA (millioane) |
| --- | -------------------------------- | --------------- | -------------------------------------------------------------------- | -------------- | ------------------------ |
| 1   | „Phase Six”                      | Jonathan Mostow | Poveste & Scenariu pt. televiziune de: Hank Steinberg și Steven Kane | 22 iunie 2014  | 5.33                     |
| 2   | „Welcome to Gitmo”               | Jack Bender     | Hank Steinberg și Josh Schaer                                        | 29 iunie 2014  | 4.64                     |
| 3   | „Dead Reckoning”                 | Jack Bender     | Steven Kane                                                          | 6 iulie 2014   | TBA                      |
| 4   | „We'll Get There”                | Jack Bender     | Quinton Peeples                                                      | 13 iulie 2014  | TBA                      |
| 5   | „El Toro”                        | Paul Holahan    | Hank Steinberg și Cameron Welsh                                      | 20 iulie 2014  | TBA                      |
| 6   | „Lockdown”                       | TBA             | TBA                                                                  | 27 iulie 2014  | TBA                      |
| 7   | „SOS”                            | TBA             | TBA                                                                  | 3 august 2014  | TBA                      |
| 8   | „Two Sailors Walk Into a Bar...” | TBA             | TBA                                                                  | 10 august 2014 | TBA                      |
| 9   | „Trials”                         | TBA             | TBA                                                                  | 17 august 2014 | TBA                      |
| 10  | „No Place Like Home”             | TBA             | TBA                                                                  | 24 august 2014 | TBA                      |

## Vezi și
- Vaporul

## Legături externe
- Site web oficial
- The Last Ship la Internet Movie Database